# Ровередо (Граубюнден)
Ровередо (італ. Roveredo) — громада  в Швейцарії в кантоні Граубюнден, регіон Моеза.

## Географія
Громада розташована на відстані близько 155 км на південний схід від Берна, 80 км на південний захід від Кура.
Ровередо має площу 38,8 км², з яких на 3,7% дозволяється будівництво (житлове та будівництво доріг), 7,6% використовуються в сільськогосподарських цілях, 75,8% зайнято лісами, 12,9% не є продуктивними (річки, льодовики або гори).

## Демографія
2019 року в громаді мешкало 2581 особа (+7,7% порівняно з 2010 роком), іноземців було 24,3%. Густота населення становила 67 осіб/км².
За віковим діапазоном населення розподілялося таким чином: 19,5% — особи молодші 20 років, 61,5% — особи у віці 20—64 років, 19% — особи у віці 65 років та старші. Було 1138 помешкань (у середньому 2,2 особи в помешканні).
Із загальної кількості 1087 працюючих 52 було зайнятих в первинному секторі, 234 — в обробній промисловості, 801 — в галузі послуг.